# 사업 규칙
사업 규칙 또는 비즈니스 룰(business rule)은 특정한 사업적인 면을 정의하고 제한하는 규칙으로서 늘 참이나 거짓으로 결정된다. 사업 규칙들은 비즈니스 구조를 확고히 하고 비즈니스의 행위를 제어하거나 영향을 주기 위해 고안되었다. 사업 규칙들은 단체에 적용할 운영, 정의, 제약 조건을 기술한다. 사업 규칙들은 사람, 프로세스, 회사의 행위, 단체의 컴퓨팅 시스템에 적용할 수 있으며 조직이 목표를 수행할 수 있게 도와준다.

## 분류
비즈니스 룰스 그룹(Business Rules Group)의 백서에 따르면 사업 규칙의 명제는 4가지 분류 중 하나로 귀결된다:
- 사업 용어의 정의
- 용어를 각자에게 연결시키는 사실
- 제약 조건
- 도출

## 같이 보기
- 비즈니스 프로세스
- BRMS